# Orbital antywiążący

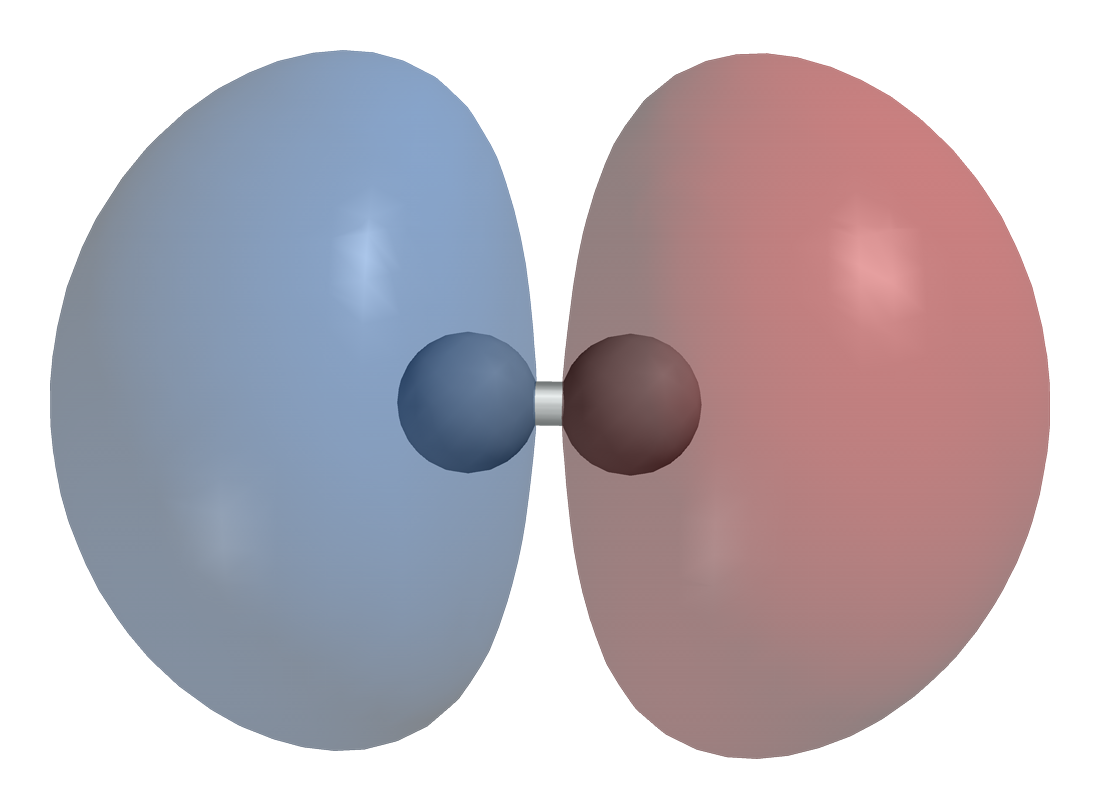
Kształt orbitalu antywiążącego 1σ* cząsteczki H_{2}

Orbital antywiążący – orbital molekularny destabilizujący cząsteczkę, w którym elektrony mają wyższą energię niż gdyby przebywały na swoich orbitalach atomowych. Orbitale antywiążące są oznaczane gwiazdką, np. σ* lub π*. 
Funkcja falowa opisująca orbital antywiążący cząsteczki AB jest wynikiem odejmowania funkcji falowych ΨA i ΨB izolowanych atomów A i B:
Ψ−AB = cAΨA − cBΨB
gdzie cA i cB to współczynniki o wartościach właściwych dla najniższej energii orbitalu
W orbitalach antywiążących prawdopodobieństwo znalezienia elektronu pomiędzy oddziałującymi atomami jest niskie, np. w cząsteczce H2 jest ono zerowe w połowie odległości między jądrami. 

Porównanie energii cząsteczek wodoru i helu
Tworzenie się cząsteczki H2. Orbital antywiążący jest nieobsadzony.
Wzrost energii wynikający z obsadzenia orbitalu antywiążącego jest wyższy niż zysk energii wynikający z obsadzenia orbitalu wiążącego. W hipotetycznej cząsteczce helu He2 musiałby być obsadzony zarówno orbital wiążący, jak i antywiążący, co czyni ją niestabilną[2].